# 桂小春団治 (3代目)
3代目桂 小春団治（かつら こはるだんじ、1958年2月15日 - ）は大阪府大阪市生まれ（小学校2年生時に同府門真市に転居）の落語家。本名は三島 広幸。Facebookは本名で活動。妻はラジオDJの横山由美子。上方落語協会会員。所属事務所は松竹芸能。
大阪市立高等学校（現：大阪府立いちりつ高等学校）卒業。立命館大学中退。出囃子は『小春團治囃子』。

## 人物
キャッチフレーズは「世界でも通用する落語家」。
3代目桂春団治の5番弟子。入門以後、数々の賞を受賞するなど活躍をみせる。1982年12月14日には、同じく松竹芸能所属の笑福亭小つる（現：6代目笑福亭枝鶴）、MAKOTO（現：北野誠…高校の1年後輩）とコントユニット「ギャグ性感隊」を結成。
2000年頃からは活動の場を世界にも広げ、字幕を使った落語を披露するなど、ユニークな取り組みで知られており、これまでに、世界最大の芸術祭エジンバラ・フェスティバルに落語家として初めて参加し、国際演劇祭の招待公演や、各国大使館の主催公演などでイギリス、フランス、ドイツ、ロシア、フィンランド、ノルウェー、ベルギー、ブルガリア、韓国、トルコ、カナダなどで海外公演を果たしている。またハーバード大学、コロンビア大学などアメリカ名門大学での講演の実績もあり、2007年には落語家初のブロードウェイ公演も行った。Newsweek日本版の特集「世界が尊敬する日本人100」に選ばれる。
2010年2月には国連本部とカーネギーホールの小ホールで独演会を開催。

## 略歴

桂春團治一門定紋「花菱」

- 1977年8月1日 立命館大学文学部を中退後、3代目桂春団治に入門。高座名は桂春幸。
- 1979年 桂小春に改名（師匠春団治が名乗っていた由緒ある名）。
- 1980年 新花月で上席で初舞台。
- 1999年4月 3代目桂小春団治を襲名。
- 2006年7月20日 「平成18年度文化庁文化交流使」に指名される。
- 2006年7月27日 落語家初の落語のNPO法人「国際落語振興会」を設立。

## 主な受賞歴
- ABC漫才落語新人コンクール新人賞（1982年、1983年）
- 文化庁芸術祭新人賞（1998年）
- 文化庁芸術祭優秀賞（2007年）

## 主な持ちネタ
創作を得意とし、約45を持つ。一方で古典にも造詣が深い。最も好きな古典落語は『ちりとてちん（酢豆腐）』。
- 『職業病』
- 『アルカトラズ病院』
- 『コールセンター問答』
- 『冷蔵庫哀詩』
- 『アーバン紙芝居』（『いかけ屋』を現在風に改作）
- 『失恋飯店』（日本初の漢文落語）
- 『JAPAN AS NO.1』（日本初の英語落語）
- 『漢字悪い人々』（ヴィジュアル落語）
- 『国勢調査』（初代小春団治が創作した『国勢調査』を総務省の依頼で国勢調査の時期にあたる2010年10月に80年ぶりに復活させる。）

## 出演番組
- 奥さまリビング（関西テレビ）
- かんさい情報ネットten!（読売テレビ）水曜
- 平成紅梅亭（読売テレビ）不定期放送
- 誠のホンキートーク（ABCラジオ）
- 昼ドキ!ワイド1008（ABCラジオ）
- 元気イチバン!!芦沢誠です（ABCラジオ）月曜
- 土曜の朝はあいこでホイ!（ラジオ大阪）
- hanashikaの時間。（ラジオ大阪、2019年4月2日 - ）火曜 18:00～19:45 アシスタント小川恵理子

## 著書・DVD
- 著書「ギョウカイ君の出世術」（デイリースポーツ）
- DVD「落語笑笑散歩　第六巻　～お伊勢まいり　喜六清八珍道中」（ソニーミュージック）
- DVD「松竹特選落語シリーズ壱　桂小春團治」（松竹ビデオ）
- DVD「落語百選DVDコレクション　第13巻・15巻」（デアゴスティーニ・ジャパン）
- カセット「おもしろ英語落語」（ポニーキャニオン）

## 弟子
- 桂治門